# Seosan
Seosan (Hán Việt: Thụy Sơn) là một thành phố thuộc tỉnh Chungcheong Bắc tại Hàn Quốc. Seosan có bốn mùa riêng biệt. Vào mùa xuân, khí hậu ôn hòa kèm theo những cơn bão bụi thổi đến từ Trung Quốc; được gọi là [hoàng sa] (황사) hay bão cát vàng. Vào mùa hè, gió mùa Đông Á kéo dài ba tuần và kèm theo những cơ mưa lớn.  Cũng như phần còn lại của bán đảo, Seosan chịu ảnh hưởng bởi bão mùa hè. Tuyết thường rơi bắt đầu từ đầu tháng 12. Nhiệt độ trung bình năm là 11,8 °C.
Seosan có đường cao tốc và một hệ thống xe buyết liên thành phố. Cần 90 phút để đến thủ đô Seoul bằng xe buýt nhanh nếu giao thông thuận lợi. Ga tàu hỏa gần nhất là Hongseong, cách 40 km về phía nam. Ga Hongseong nằm trên tuyến dường sắt Janghang.
Ca sĩ và diễn viên nổi tiếng Rain (비) được sinh ra tại Seosan. Các ca sĩ khác đến từ Seosan là Byul (별). Seosan được biết đến với đặc sản hàu và tỏi. Thành Haemi (해미읍성) cách thành phố khoảng 12 km tại Haemi-eup.

## Thành phố kết nghĩa
- Tần Hoàng Đảo, Trung Quốc